# Svetlana Filippova
Svetlana Vjačeslavovna Filippova (in russo Светлана Вячеславовна Филиппова?; Mosca, 8 luglio 1990) è una tuffatrice russa. Ha rappresentato la Russia ai Giochi olimpici di Pechino 2008 piazzandosi diciannovesima nel concorso di tuffi dal trampolino 3 metri.

## Palmarès
- Europei di nuoto/tuffi

Budapest 2010: bronzo nel trampolino 3 m sincro;
Torino 2011: argento nel trampolino 3 m sincro;
- Campionati europei giovanili di nuoto

Budapest 2005: oro nel trampolino 3 m - Ragazze - categoria "B"; argento nel trampolino 1 m - Ragazze - categoria "B";
Palma di Maiorca 2006: oro nel trampolino 1 m - Donne - categoria "A"; oro nel trampolino 3 m sincro - categorie "A" e "B"; bronzo nel trampolino 3 m - Donne - categoria "A";
Trieste 2007: argento nel trampolino 3 m sincro - categorie "A" e "B"
Minsk 2008: oro nel trampolino 3 m Donne - categoria "A"; argento nel trampolino 3 m sincro - categorie "A" e "B"